# Peter Ferdinand Funck
Peter Ferdinand Funck (født 1788, død 7. januar 1859) var en dansk violinist, dirigent og komponist.
Han var elev af Claus Schall og efterfulgte ham som leder af Det Kongelige Kapel. Han var nevø til violoncellisten Peder Schall (som selv var bror til Claus Schall) og bror til cellisten Frederik Christian Funck. Han debuterede som violinist kun 11 Aar gammel ved en koncert d. 8. marts 1800 og blev ansat i Kapellet i 1803.
Som violinsolist havde han tilsyneladende ikke det temperament, der kunne fænge publikum. I 1822 gav en koncert i København efter i flere år med offentlig understøttelse at have uddannet sig i udlandet, men han blev alligevel af anmelderne opfordret til at holde sig til komposition og måske direktion. I 1834 trak Claus Schall sig tilbage som leder af Det Kongelige Kapel, og af mange grunde udnævnte man ikke en afløser for ham. I stedet ansatte man 3 personer Johannes Frederik Frølich, Ivar Bredal og Peter Ferdinand Funck som (næsten sideordnede ledere). Dette 3-delte regimente varede til 1842, hvor Franz Glæser blev ansat som kapelmester. Dog fortsatte Funck som koncertmester (assistent) til 1849. Samtidig var han i Musikforeningens første tid i 5 Aar enedirigent, indtil han også der blev afløst af Glæser.
Som komponist huskes han ikke i dag, men han skrev bl.a. en koncertouverture, en violinkoncert og et balletdivertissement, Zephyr og Flora.